# 真理アンヌ
真理 アンヌ（まり アンヌ、1948年5月20日 - ）は、日本の女優、タレント、歌手。本名：福村デヴィ（旧姓：ワサンティデヴィ・シェス）。アーユルヴェーダ伝承協会会長。所属事務所は吉本興業。
兵庫県神戸市生れで東京都文京区本郷で育つ。父親がインド人で母親が日本人（インド国籍）。三姉妹の長女で、次女はモデルのプラバー・シェス、三女は女優の久万里由香。夫は上海交響楽団首席指揮者の福村芳一。

## 来歴・人物
1964年、山脇学園高校在学中、エキストラを経て東宝映画『自動車泥棒』でデビュー。その後は持ち前のエキゾチックな美貌でTVや映画、雑誌のグラビアなどに多数出演した。
芸名はレコードデビューが決まっていたキングレコードによって命名されたが、本人は「真理」も「アンヌ」もファーストネームなので変な名前で嫌だったと述べている。
1971年より5年間、『11PM』のレギュラー・ホステスとして活躍した。
1988年後半から吉本興業所属となり、吉本芸人の関わる舞台やバラエティ番組を中心に活動を展開している。

## エピソード
- 日本生まれの日本育ちであったが、結婚前まではインド国籍だった[3]。『11PM』の海外ロケでもインドのパスポートを使用していた[3]。
- 東宝が協賛するコンテストで準ミスになったこともあるが「キャラが濃いから専属じゃない方が活躍の場が広がるよ」として専属契約を結んでもらえなかった[3]。妹の久万里由香が女優になった際は、自身の経験から「専属契約はした方がいい」「ヌードシーンはやめなさい」などの忠言をしたという[2]。
- 母親からインド舞踊を習っており、『マイティジャック』第12話ではこれを披露するシーンもある[4]。
- 『ウルトラマン』出演当時はロングヘアであったが、レギュラー出演していた桜井浩子もロングヘアであったため、真理は自前のショートヘアのウィッグを被っている[3]。このウィッグは『マイティジャック』出演時にも使用している[4]。
- インド国籍の女優シリア・ポールの親戚であると間違われることが多い[3][5]。

## 出演作品

### 映画
- 自動車泥棒（1964年）
- 裸の青春（1965年）
- 複雑な彼（1966年）
- 国際秘密警察 絶体絶命（1967年）
- 殺しの烙印（1967年）
- 記録なき青春（1967年）
- 七人の野獣（1967年）
- 監獄への招待（1967年）
- ザ・スパイダースの大進撃（1968年）
- ドリフターズですよ!冒険冒険また冒険（1968年）
- コント55号 世紀の大弱点（1968年）
- 残酷おんな私刑（1969年）
- 残酷おんな情死（1970年）
- ハレンチ学園 身体検査の巻（1970年）
- ネオン警察 ジャックの刺青（1970年）
- 不良番長 一網打尽（1972年）
- ヤングおー!おー!日本のジョウシキでーす!（1973年）
- リフレクション 呪縛の絆（2002年）
- 明日があるさ THE MOVIE（2002年）
- ジョゼと虎と魚たち（2003年）
- 静かなるドン新章（2009年）
- ごくつまの恋（2013年）
- 華魂 幻影[6] - 木元タエ子 役

### テレビドラマ
レギュラー出演
- ワイルド7（1972年 - 1973年） - 映子 役

ゲスト出演
- チャコちゃん 第18話  ｢ルノとムシ歯｣ （1966年）
- ウルトラマン 第32話「果てしなき逆襲」（1967年） - 科学特捜隊インド支部・パティ隊員 役
- 七つの顔の男 第1話「女はミニで勝負する」（1967年）
- とぼけた奴ら 第11話「謎の女に命を賭けた」（1967年）
- 秘密指令883 第12話「初日に海が燃えるとき」（1968年）
- ウルトラセブン 第34話「蒸発都市」（1968年） - 霊媒師・ユタ花村 役
- キイハンター（1968年 - 1973年）
- マイティジャック（1968年） - 弓田エマ隊員 役
  - 第11話「燃える黄金」
  - 第12話「大都会の恐怖」
- 意地悪ばあさん 第63話「国産品愛用の巻」（1968年）
- プロファイター 第6話「夜に舞う女」（1969年）
- 特命捜査室 第9話「デートは殺しのタイム」（1969年）
- 平四郎危機一発 第21話「悪魔のコレクション」（1970年）
- プレイガールシリーズ
  - プレイガール
    - 第11話「女の武器は小麦色」（1969年）
    - 第58話「女一匹恋狂い」（1970年）

  - プレイガールQ
    - 第1話「命知らずの牝猫たち」（1974年） - P 役
    - 第58話「ラブ・ホテル殺人事件」（1975年） - マリ 役
- ゴールドアイ 第1話「闇を裂く男たち」（1970年）
- 金メダルへのターン!（1970年 - 1971年）
- 仮面ライダー（1971年） - ショッカー女幹部・マヤ 役
  - 第16話「悪魔のレスラー ピラザウルス」
  - 第17話「リングの死闘 倒せ! ピラザウルス」
- 緊急指令10-4・10-10 第1話「狂った植物怪獣」（1972年） - ジャネット吉原 役
- 変身忍者 嵐 第28話「殺しにやって来る! 魔女メドーサ!!」（1972年） - 魔女メドーサ 役
- 恐怖劇場アンバランス 第13話「蜘蛛の女」（1973年） - 真木ミチ 役
- ドラマ女の四季「愉快な結婚仕掛人」（1988年）
- 十津川警部シリーズ 伊豆の海に消えた女（2002年）
- 誰よりもママを愛す 第8話「迷惑で最高な家族」（2006年） - 美容院の客 役
- リピート 第2話（2018年）- 久瀬一樹の母親 役

### Vシネマ
- 女バトルコップ（1990年、東映ビデオ）

### テレビバラエティ
- 11PM
- オーケストラがやってきた
- アップダウンクイズ
- 音楽の旅はるか
- いい旅・夢気分
- 三枝・アンヌの愛あいゲーム
- 霊感ヤマカン第六感
- パオパオチャンネル
- 午後は○○おもいッきりテレビ
- ダウンタウンのガキの使いやあらへんで!!
- 一枚の写真
- ウルトラ情報局

### コマーシャル
- ハウス食品「デリッシュカレー」（1978年） - 夫・福村夫人として出演
- シャープ「マイビデオV13トルトル」（1982年）

### ラジオ
- 井上浩郷のさわやかライフ!

### 写真集
- 妖の女 真理アンヌ写真集（2014年）

### 著書
- オーナー・ザ・トーク 対談集（1990年、ファラオ企画）
- おなかが凹むインド式ダイエット（1993年、主婦の友社）
- ハートの時代を生きるあなたへ 内側からの女性革命（1995年、騎虎書房）
- この指とまれ 子供の心の声が聞こえるよ!!お母さんたち集まって!!（1996年、鷺谷幸樹共著、ジェイシーエス出版）
- 輝くからだはこころが創る（1997年、講談社）
- 妖の女 真理アンヌ写真集（2014年、洋泉社）

### ディスコグラフィー
キングレコード
- ある恋の終わり/熱い気分で（1965年、BS-221）
- オルフェの歌/パパもう一度（1965年、BS-7115）
- ワイルド・パーティー（西川一也とデュエット。1966年、BS-357。西川一也のシングル「僕はひとりぼっち」B面）
- いつも私だけを/強く愛して（1966年、BS-417）
- 太陽ハント（レナウンのCMソング「ワンサカ娘」の歌詞違い）/フルーツ娘（1966年、BS-473）
- たまらない夜のブルース/死んでしまった恋（1967年、BS-627）

ユニオンレコード
- 嘘でとうした愛だけど/誘惑（1971年、US-713）
- 愛する資格/一人前の男のくせに（1972年、US-732）

詳細不明
- オレンジの灯がともる